# Claudia Golling
Claudia Golling (* 17. Februar 1950 in München) ist eine deutsche Schauspielerin und Synchronsprecherin.

## Leben
Die Tochter des Schauspielers Alexander Golling und seiner Frau Gerda (1920–2013) wuchs in Rottach-Egern auf und erhielt nach ihrer Zeit an der Oberschule Ballettunterricht an der Ballettschule Roleff-King sowie Schauspielunterricht bei Annemarie Hanschke und ihrem Vater. Ihr Debüt gab sie 1967 bei den Freilichtspielen Schwäbisch Hall.
1968/69 war sie am Stadttheater Landshut engagiert, danach wirkte sie am Schauspielhaus Düsseldorf, bei den Kreuzgangspielen Feuchtwangen und am Deutschen Theater in München. Es folgten Engagements am Intimen Theater, wo sie in Maria Magdalena von Franz Xaver Kroetz auftrat, und an der Kleinen Komödie in München. Hier sah man sie 1979 als Jane in Ayckbourns Schlafzimmergäste und in Walter Kollos Die wilde Auguste. Auf Tourneen verkörperte sie unter anderem Thekla in Wallenstein und Marianne von Pehlen in Carl Sternheims Der Snob. Im Fernsehen übernahm sie Nebenrollen in Theateraufführungen, Serien und Mehrteilern.

## Filmografie
- 1967: Die Bürger von Calais
- 1968: Der Holledauer Schimmel
- 1969: Die Hochzeit auf der Alm
- 1969: Das Ungeheuer (Serie Der Kommissar)
- 1970: Die lustigen Weiber von Windsor
- 1973: L'Éloignement (Serie)
- 1975: Mit Rose und Revolver (Les brigades du Tigre)
- 1976: Kein schöner Sonntag (Serie Derrick)
- 1976: Der Winter, der ein Sommer war (Dreiteiler)
- 1977: Die Jugendstreiche des Knaben Karl
- 1978: Zeit zum Aufstehn (Zweiteiler)
- 1980: Jetzt komme ich / Der Ringer (The American Success Company)
- 1981: Im Schlaraffenland. Ein Roman unter feinen Leuten
- 1984: Delfter Kacheln (Serie)
- 1987: Hans im Glück